# Église Saint-Georges de Saint-Georges-de-Commiers
L'église Saint-Georges est une église catholique  des XIe et XIIe siècles située à Saint-Georges-de-Commiers, en France.

## Localisation
L'église est située dans le département français de l'Isère, sur la commune de Saint-Georges-de-Commiers.

## Historique
L'édifice est classé au titre des monuments historiques en 1908.